# سیارک ۳۰۸۰
سیارک ۳۰۸۰ (به انگلیسی: 3080 Moisseiev، نامگذاری:1935TE) سه هزار و هشتادمین سیارک کشف شده‌است که در ۳ اکتبر ۱۹۳۵ و در رصدخانه سایمیز کشف شد.
قدر مطلق سیارک برابر ۱۱٫۷۰ است.